# Резня в Глине
Резня́ в Гли́не (серб. Покољ у Глини), в официальной историографии Сербии Массовое убийство в глинской церкви (серб. Масакр у глинској цркви, хорв. Pokolj u glinskoj crkvi) — массовые убийства гражданского сербского населения в Глине, совершённые усташами в мае — августе 1941 года, во время Второй мировой войны. Первое произошло 11 или 12 мая, когда банда усташей во главе с Мирко Пуком (хорв. Mirko Puk) согнала сербских мужчин и мальчиков в православную церковь Рождества Пресвятой Богородицы и подожгла её. На следующий день ещё 100 сербских мужчин были убиты усташами в деревне Прекопи. По разным подсчётам, всего в эти дни погибло от 260 до 417 человек. Второе крупное массовое убийство произошло в период с 30 июля по 3 августа того же года: по разным данным, банда Векослава Лубурича зверски убила от 700 до 2000 сербских мужчин, женщин и детей. Единственным человеком, которому удалось спастись, стал Любан Еднак, чьи свидетельские показания после войны были представлены обвинением по уголовным делам против усташей.
Мирко Пук попал в британский плен в 1945 году, пытаясь сбежать в Австрию, был экстрадирован в Югославию и там покончил с собой. Лубурич бежал в Испанию, где был позднее убит агентом югославских спецслужб. В 1969 году на месте массовых убийств были установлены памятник и музей. После восстановления независимости Хорватии хорватские власти снесли памятник и восстанавливать его по завершении боевых действий отказались. Музей был преобразован в культурный центр. В 1991 году по убитым впервые отслужили панихиду.

## Предыстория
6 апреля 1941 года войска стран «оси» вторглись в Югославию. Плохо подготовленная Королевская югославская армия была быстро разгромлена. Развал страны сопровождался резким ростом националистических настроений в Хорватии. Находившийся под покровительством Бенито Муссолини лидер партии усташей Анте Павелич провозгласил Независимое государство Хорватия (НГХ) и стал его поглавником. В состав НГХ вошли территории почти всей современной Хорватии, всей Боснии и Герцеговины, а также часть Сербии. Независимое государство Хорватия фактически являлось «итало-германским квази-протекторатом».
Усташи, придя к власти, объявили вне закона всех сербов, евреев и цыган, проживавших в пределах Хорватии. Главным врагом усташей были именно сербы: Павелич и его приспешники считали, что они угрожают существованию всего хорватского народа. Были приняты расистские антисербские и антисемитские законы. Сербы, которые составляли до 30 % шестимиллионного населения Независимого государства Хорватия, стали подвергаться преследованиям со стороны усташей, которые переросли геноцид сербов. К середине 1941 года расправа над сербами достигла таких масштабов, что потрясла даже немцев.
Хорватские власти ввели запрет на использование кириллического алфавита, закрыли все сербские православные церкви и приказали сербам носить повязку с латинской буквой «P» (от хорватского слова «pravoslavac» — «православный»). Однако министр образования Миле Будак пошёл на более радикальный шаг, заявив, что треть сербов нужно будет физически уничтожить, треть изгнать, а ещё треть — насильно обратить в католичество. Усташами были созданы многочисленные концлагеря, где тысячи сербов подвергались унижениям и пыткам. Многих из сербских узников лагерей потом убивали.
Городок Глина расположен в хорватском регионе Бания примерно в 55 км к югу от Загреба. В 1931 году в городе проживали 2315 человек, преимущественно сербы, а также хорваты и евреи. После того как усташи пришли к власти, Мирко Пук обосновался в этом городе.

## Совершённые убийства

### Май 1941 года
11 или 12 мая 1941 года в Глине банда усташей, возглавляемая Мирко Пуком, согнала местных мужчин-сербов в православную церковь, где от них потребовали предоставить документы, что они крещены по католическому обряду. Такие документы смогли предоставить лишь двое, которых сразу же отпустили. После этого усташи устроили в церкви резню (среди погибших был и священник Богдан Опачич) и подожгли здание. Всех, кто пытался спастись, расстреливали. 13 мая в деревне Прекопи ещё 100 мужчин-сербов были убиты усташами.
Сколько всего сербов погибло в эти дни, неизвестно. Йозо Томашевич и Иво Голдштейн считают, что усташами были убиты 260 сербов; Сабрина Рамет и Марко Аттила Хоре — 300, Давиде Родоньо — 417. 14 мая Архиепископ Алоизие Степинац, узнавший о расправе усташей, отправил письмо с осуждением в адрес Анте Павелича, но добиться публичного осуждения совершённого так и не сумел. 15 мая Павелич прибыл с визитом в Рим и встретился с папой Пием XII, который де-факто поддержал признание Независимого государства Хорватии. Данные о том, знал ли Пий XII о совершённом в Глине преступлении против гражданских лиц, не найдены.

### Июль — август 1941 года
Ночью 30 июля 1941 года в Глине было совершено ещё одно массовое убийство, превзошедшее по своей жестокости майское. Летом 1941 года усташи пообещали амнистию всем сербам, которые примут католичество и откажутся от православной веры. Многие сербы приняли это предложение, пытаясь спасти свою жизнь, и одна такая группа по приказу главы общины Чемерница Йосипа Живчича собиралась прибыть во Вргинмост. В назначенный день прибыли около 2300 сербов (из них 1600 жителей Чемерницы), однако их там встретили вооружённые усташи. Около 400 человек бежали, остальных усташи насильно собрали и увезли в Соколану, а оттуда уже 30 июля привезли в Глину и согнали в православную церковь.
По свидетельству католического священника Франца Жужека, усташи разграбили в церкви Глины всю церковную утварь, а людей заставляли справлять нужду прямо там. Часть привезённых в Глину потом увезли в Ново-Село, где и убили всех. Оставшихся в церкви встретили шестеро усташей во главе с Векославом Лубуричем. После переписи прибывших один из усташей вышел вперёд и прокричал:

Вы, сербы, еще в девятнадцатом году были приговорены к смерти, но тогда нам не удалось привести приговор в исполнение, поэтому мы всех вас уничтожим сейчас!

Вечером к церкви подъехал грузовик, и из него выскочили несколько усташей, подбежавших к церкви и потребовавших зажечь свечи. Те же самые усташи, войдя в церковь, потребовали от всех находившихся там сербов публично присягнуть на верность Независимому государству Хорватии и её поглавнику Анте Павеличу. Они пообещали всех, кто сообщит какую-либо информацию о красных партизанах, немедленно отпустить. Усташи затем закрыли двери в церковь и повелели всем сербам раздеться до исподнего, после чего приказали им лечь на пол. Для устрашения они потом заставили всех встать и начали стрелять по стенам, не целясь в кого-то. Один из сербских крестьян не выдержал пыток и рассказал, что партизаны совершили диверсию у местечка Топуско. В «благодарность» за это усташи перерезали ему горло, заставив петь песню о сербах, и разбили ему голову прикладом или дубинкой с шипами. После этого началась резня: жертвам перереза́ли горло или пробивали череп прикладом винтовки. Все трупы были загружены в грузовики, которые отправлялись к одной большой яме недалеко от Якинца, куда и сбрасывали трупы. Из всех согнанных в церкви выжил только один человек — крестьянин Любан Еднак, который притворился мёртвым. По его воспоминаниям, в яме с трупами оказалось еще несколько живых людей, но усташи их добили топорами и молотами. Еще трое человек спрятались в каморке за алтарём. На четвёртый день после резни они вышли из церкви и сразу были убиты увидевшими их усташами. По свидетельствам ряда жителей Юкинаца (учительница Лерка Зибар, строитель Антун Грегурчич, столяр Мато Бакшич и крестьянин Игнац Халуза), усташи не щадили ни женщин, ни детей, ни стариков.
По данным историков, в церкви ночью 30 июля было убито не менее 200 человек. Убийства продолжились 3 августа, когда местных уроженцев загнали в церковь и всех там убили, а через месяц церковь сожгли дотла. Социолог Дамир Миркович и Пол Мойзес считают, с 30 июля по 3 августа всего было убито около 700 человек, журналист Тима Джуда называет цифру в 1200 человек, историк Иван Беренд — 1800, историки Марко Аттила Хоре, Ханнес Грандиц и Кристиан Промицер — 2000 человек, профессор Марк Леврен — 2400 человек. Всего же из убитых усташами нескольких сотен тысяч сербов за время войны 18 тысяч были уроженцами Глины.

## Последствия
Значительная часть сербов из Глины была брошена в концлагеря НГХ, и лишь немногие сбежали на территорию Сербии. В мае 1945 года Независимое государство Хорватия рухнуло, а через год состоялся Нюрнбергский процесс, на котором массовые убийства и преследования сербов были признаны геноцидом. Часть сербов после войны вернулась в Глину, где жили и умерли их родные и близкие. В 1990-х годах сербы снова бежали из Глины из-за разразившейся войны.
В мае 1945 года Мирко Пук, организатор первого убийства, был схвачен британцами при попытке скрыться в Австрии и экстрадирован в Югославию через несколько месяцев. Однако Пук не предстал перед судом, поскольку покончил с собой, вскрыв бритвой вены. Векослав Лубурич бежал от суда и спрятался во франкистской Испании, однако агент югославских спецслужб УДБА Илия Станич нашёл его, внедрился в доверие к Лубуричу и вскоре уничтожил его. Павелич скончался в Испании в 1959 году, а Степинац был осуждён югославским судом в 1946 году как коллаборационист (Любан Еднак был свидетелем обвинения). Приговорённый к 16 годам лишения свободы Степинац де-факто прожил остаток жизни (до 1960 года) под домашним арестом. Еднак в 1986 году был свидетелем обвинения также по делу министра внутренних дел НГХ Андрии Артуковича.

## Память
Некоторые историки рассматривают это событие как погром и считают его одним из самых жестоких, совершённых в начале войны на территории Югославии. Профессор Манус Мидларский считает, что ни одна из расправ немцев над польскими евреями, которых сжигали живьём в синагогах, не может сравниться с бойней в Глине.
После войны югославские власти перезахоронили всех погибших в Глине, снеся руины сожжённой церкви, а в 1969 году Антун Августинчич открыл на месте трагедии памятник и музей «Дом памяти» (хорв. Spomen-dom), которые были посвящены погибшим. Здание музея было разрушено во время войны хорватскими отрядами 26 июня 1991 года. После распада Югославии и восстановления независимости Хорватии новые власти снесли памятник и мемориальную доску с именами погибших. Сербы попытались восстановить памятник на его прежнем месте, но власти опять снесли его в августе 1995 года, предложив построить культурный центр под названием «Хорватский дом» (хорв. Hrvatski dom). Местные сербы требовали от Министерства культуры Хорватии и премьер-министра Хорватии отменить это решение, пользуясь поддержкой писателя Славко Голдштейна, но Хорватская крестьянская партия отклонила все требования сербов.
В 1991 году во время интервью телеканалу American Broadcasting Company министр обороны Хорватии Шиме Джодан в ответ на вопрос о геноциде сербов в Глине обвинил ведущего в антихорватской пропаганде, что привело к серьёзному скандалу.
Жертвам массовых убийств в Глине посвящено стихотворение Ивана Лалича «Отпевание семисот из церкви в Глине» (серб. Опело за седам стотина из цркве у Глини).